# Rumbolds Point
Rumbolds Point är en udde i Sydgeorgien och Sydsandwichöarna (Storbritannien). Den ligger i den nordvästra delen av Sydgeorgien och Sydsandwichöarna.
Terrängen inåt land är huvudsakligen kuperad, men åt nordväst är den bergig. Havet är nära Rumbolds Point åt sydost.  Det finns inga samhällen i närheten. 